# Igliano
Igliano là một đô thị tại tỉnh Cuneo trong vùng Piedmont của Italia, vị trí cách khoảng 70 km về phía đông nam của Torino và khoảng 40 km về phía đông của Cuneo. Tại thời điểm ngày 31 tháng 12 năm 2004, đô thị này có dân số 80 người và diện tích 3,4 km².
Igliano giáp các đô thị: Castellino Tanaro, Marsaglia, Murazzano, Roascio và Torresina.